# Mainstream (Film)
Mainstream ist ein US-amerikanischer Spielfilm aus dem Jahr 2020 von Gia Coppola mit Maya Hawke, Andrew Garfield, Nat Wolff und Jason Schwartzman. Premiere war am 5. September 2020 im Rahmen der 77. Internationalen Filmfestspiele von Venedig, wo der Film in die Sektion Orizzonti eingeladen wurde. Die Österreich-Premiere war auf der Viennale 2020. Im Juli 2021 wurde der Film am Filmfest München gezeigt.

## Handlung
Frankie ist eine Anfang Zwanzigjährige, die mit dem Verlust ihres kürzlich verstorbenen Vaters hadert. Sie weiß noch nicht recht, was sie mit ihrem Leben anfangen soll. In einem Comedy Club nahe dem Hollywood Boulevard arbeitet sie als Barkeeperin, der Job langweilt sie allerdings. Während der Arbeitszeit blödelt sie mit ihrem Kollegen Jake. Eines Tages lernt sie den Sonderling Link kennen, dessen unbekümmerte und ausgefallene Lebensweise sie fasziniert. Frankie beginnt, Link mit dem Handy zu filmen, während er über die Konsumgesellschaft und den Mainstream lästert.
Die Videos stellt sie auf YouTube, Jake wird als Drehbuchautor an Bord geholt, gemeinsam starten sie den YouTube-Kanal No One Special, mit dem sie eine immer größere Fangemeinde gewinnen. Mit zunehmendem Erfolg übt ihr Manager Mark Druck aus, um mehr Gewinn zu kreieren. Die Dinge beginnen aus dem Ruder zu laufen, nachdem mit immer großspurigerem Auftreten Menschen verhöhnt und erniedrigt werden, um mehr Likes zu generieren.

## Besetzung und Synchronisation
Die deutschsprachige Synchronisation übernahm die Iyuno Germany. Dialogregie führte Frank Schröder, der auch das Dialogbuch schrieb.
| Rolle               | Darsteller        | Synchronsprecher   |
| ------------------- | ----------------- | ------------------ |
| Link                | Andrew Garfield   | Nico Sablik        |
| Mark Schwartz       | Jason Schwartzman | Norman Matt        |
| Jake                | Nat Wolff         | Sebastian Fitzner  |
| Ted Wick            | Johnny Knoxville  | Florian Halm       |
| Frankie             | Maya Hawke        | Amelie Plaas-Link  |
| Isabelle Roberts    | Alexa Demie       | Julia Bautz        |
| Jake Paul           | Jake Paul         | David Turba        |
| Juanpa              | Juanpa Zurita     | Moritz Lehmann     |
| Judy                | Colleen Camp      | Christin Marquitan |
| Kyler               | Nick Darmstaedter | David Turba        |
| Lana                | Nathalie Love     | Melinda Rachfahl   |
| Martin aus Temecula | Casey Frey        | David Turba        |
| Patrick Starrr      | Patrick Starrr    | Dirk Stollberg     |
| Marti Sammy         | Pascale Coppola   | Lana Finn          |

## Produktion und Hintergrund
Die Dreharbeiten fanden im Mai und Juni 2019 statt, gedreht wurde in Los Angeles. Die Produktionskosten betrugen rund 5,7 Millionen US-Dollar.
Produziert wurde der Film von Automatik (Fred Berger), American Zoetrope (Michael Musante, Gia Coppola), Artemis (Siena Oberman), Assemble (Jack Heller), Tugawood (Enrico Saraiva, Francisco Rebelo de Andrade, Alan Terpins) sowie Andrew Garfield und Zac Weinstein.
Für das Kostümbild zeichnete Jacqui Getty verantwortlich, für das Szenenbild Nathan Parker, für den Ton Pete Horner und für die visuellen Effekte Michael Viscione.
Für Gia Coppola war dies nach Palo Alto (2013), basierend auf der gleichnamigen Sammlung von Kurzgeschichten, der zweite Langspielfilm. Die Regisseurin sah A Face in the Crowd von Elia Kazan (1957) als Referenzpunkt, wo eine Radioreporterin einem Nobody die Karriere zum Fernsehstar ermöglicht. Coppola schwebte für Mainstream ähnliches für den Übergang vom Fernsehen zum Internet vor.
Nach der Premiere bei den Internationalen Filmfestspielen von Venedig 2020 sollte der Film auch am Telluride Film Festival gezeigt werden, das allerdings aufgrund der COVID-19-Pandemie abgesagt wurde.

## Rezeption
Hans Jürg Zinsli bezeichnete den Film auf thunertagblatt.ch als „aufgepepptes Handyfeuerwerk im Leinwandformat“, von Coppola betont flashy inszeniert, mit dröhnendem Elektropop unterlegt. Dass die von der Eigendynamik ihres Partners befremdete Frankie schließlich Emojis in ein Waschbecken kotzt, sei eine Verschmelzung von Inhalt und Form. Der Film sei eine symbolische Fackellampe, die mit Retrochic-Häppchen der Influencer-Moderne beizukommen versuche, sich irgendwann aber selber ankokeln würde. Die Message sei verloren gegangen, was bleibe, sei der Schein.
Gianluca Izzo meinte auf outnow.ch, dass der Film ein brandaktuelles Thema behandle und sowohl die Möglichkeiten als auch die Gefahren der Sozialen Medien aufzeige. Leider sei die Story wenig überraschend und größtenteils voraussehbar. Dafür sei das surreal wirkende Drama visuell brillant umgesetzt. Maya Hawke und Andrew Garfield würden ihre Rollen mit Bravour meistern.
Karin Jirsak vergab auf Filmstarts.de vier von fünf Sternen und befand, dass Coppola eine mitreißende Auseinandersetzung mit dem digitalen Personenkult und ein zündendes Update der klassisch-amerikanischen Rise-and-Fall-Story schaffe. Extra-Likes gäbe es für Maya Hawke als menschlichen Gegenpol zum überdrehten Influencer-Narzissmus.